# Městské opevnění (Stříbro)
Městské opevnění ve Stříbře v okrese Tachov jsou částečně dochované středověké hradby města založené v polovině třináctého století. Pozůstatky hradeb jsou chráněny jako kulturní památka.
Hradby města byly založeny v polovině třináctého století a později byly mnohokrát upravovány. Během husitských válek díky nim Stříbro odolalo pokusu o dobytí Janem Žižkou, ale v roce 1426 město dobyli husité, kteří je o rok později ubránili před křižáckým vojskem.
Z původního systému opevnění se dochovaly především dlouhé úseky snížené a jinak upravené hradby historického centra a tzv. Dolního města. Obě hlavní brány vnitřního města byly zbořeny v devatenáctém století, ale v Dolním městě stojí Koubkova branka a renesanční průjezdní věž u mostu přes Mži. Z případných věží a bašt se zachovalo jediné torzo půlkruhové věže severně od náměstí a bašta vnější hradby v Plzeňské ulici.

## Historie

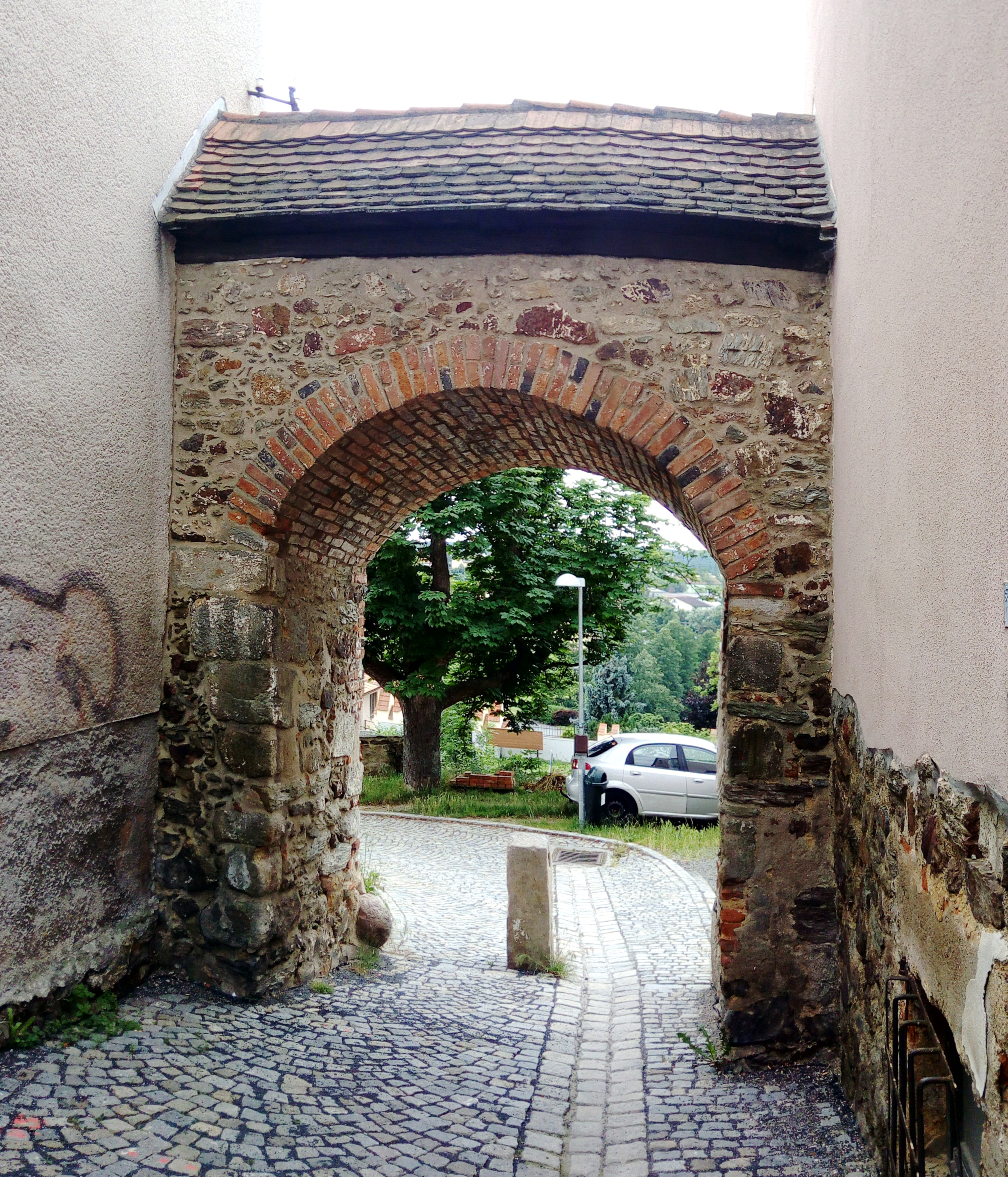
Židovská branka

Stříbro bylo založeno v polovině třináctého století králem Václavem I. v místech starší hornické osady. Zřejmě už v té době vzniklo opevnění. Neklidný závěr čtrnáctého století vedl k posilování pevnostní funkce města a sporu o právo vybudovat hradby v nedalekých Kladrubech. Z prvních dvou desetiletí patnáctého století jsou doloženy stavební práce na budování či zdokonalování hradeb a také přítomnost puškaře Ekharda najímaného městem za stálý plat. Město také platilo žoldnéřskému oddílu Boreše z Rýzmburka, který se roku 1403 podílel na obléhání Prostiboře.
Už v polovině třináctého století vznikla alespoň část ohrazení tzv. Dolního města, jehož zdi dosahují v některých úsecích značné tloušťky. Existence tamního opevnění naznačuje, že Dolní město mohlo plnit významnou úlohu vztahující se k těžbě stříbra.
Od začátku husitských válek stálo město na straně císaře Zikmunda. Vojenským hejtmanem byl Jan Hanovec ze Švamberka, který měl vydržovat posádku 200 ozbrojenců. Pokusu o dobytí Janem Žižkou Stříbro odolalo, ale roku 1426 ho dobyl Přibík z Klenové, podporovaný oddíly Jana Zmrzlíka ze Svojšína. Následujícího roku, během třetí křížové výpravy, město odolalo pokusu o dobytí křižáky, ale hradby byly poškozeny obléhacími děly.
V roce 1498 se pracovalo na Horní bráně a vesničané vozili kámen na zdi, bašty a věže. Další zprávy z první poloviny šestnáctého století dokládají zastřešování a omítání zdí nebo práce na roubení na valech. Podle zmínky z roku 1658 byly městské hradby částečně pobořené. Od začátku devatenáctého století bylo opevnění bořeno a kameny z něj používány na stavbu domů. Dolní (též Pražská) brána byla zbořena v roce 1839 a Horní (též Chebská) v roce 1877.
Pozůstatky opevnění jsou od roku 1964 památkově chráněny. Samostatnou kulturní památkou jsou silniční most s věží, vybudovaný stavitelem Benediktem Volchem z Ferrolu, a se sochou svatého Jana Nepomuckého z roku 1721 od Lazara Widmanna.

## Stavební podoba
Vnitřní město má přibližně kruhový půdorys s rozlohou asi dvanácti hektarů. Na jihu a východě jej vymezují strmé svahy údolí Mže a na severu a severovýchodě údolí Těchlovického potoka. Významnou stavbou na jihovýchodě je minoritský klášter, jehož dispozice ze druhé čtvrtiny čtrnáctého století narušila průběh starší hradby. Ačkoliv se opevnění zachovalo ve značné délce, jeho původní podoba je nejasná. Neznámou podobu mělo zejména na východní straně, kde do husitských válek mohl stával hypotetický městský hrad. S výjimkou západní strany vedou dochované úseky zdí vnitřního města těsně podél terénní hrany. V důsledku toho na většině obvodu chybí příkop i parkán.

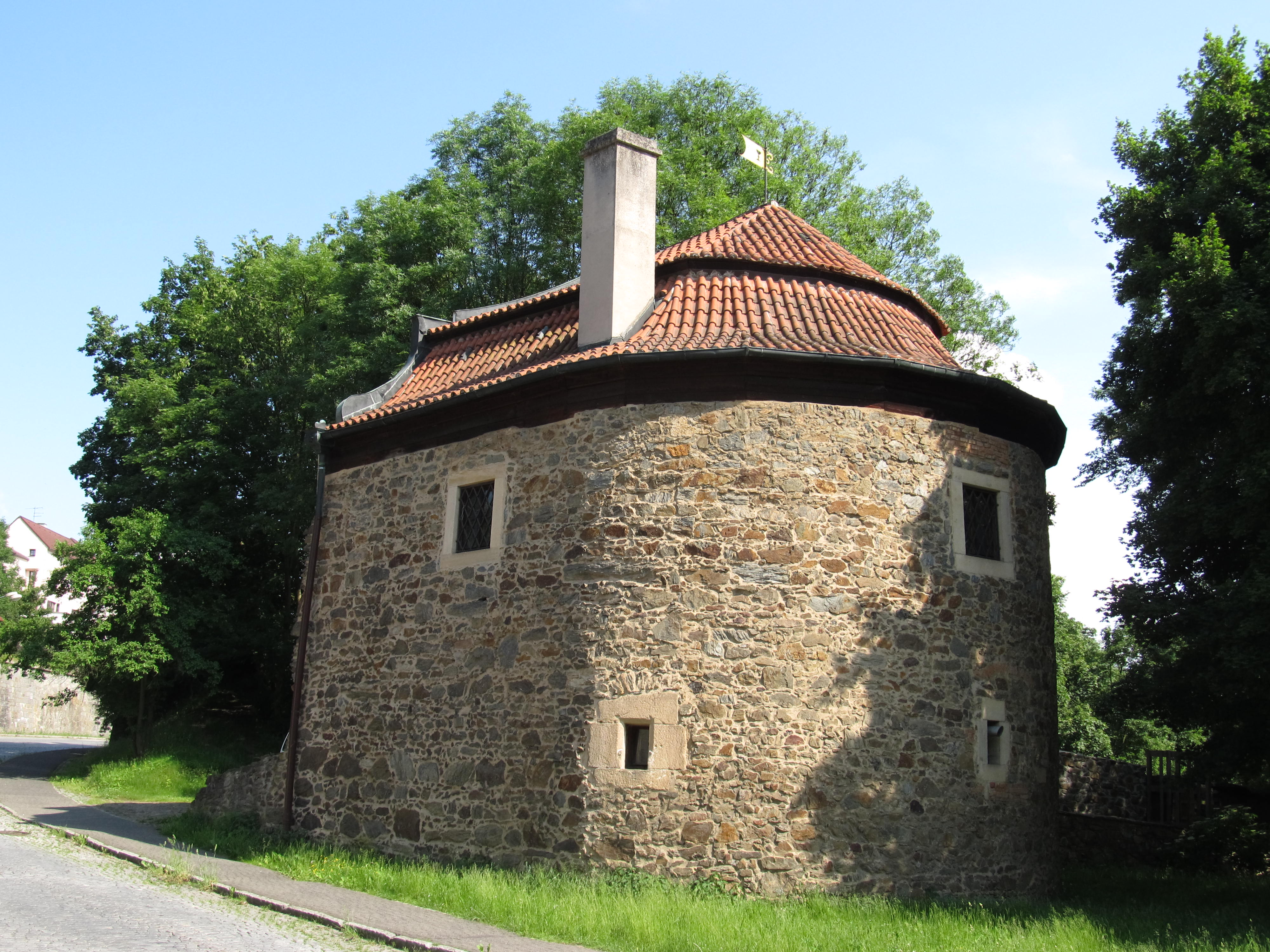
Bašta vnější hradby v Plzeňské ulici

Parkánová hradba snad vedla podél západní strany, ale její předpoklad vychází pouze ze struktury parcelních čar. Na západě jsou také patrné stopy příkopu. Jiný zlomek příkopu se nachází na jihozápadě, kde se navíc částečně dochovala dva metry tlustá hradba na náspu na vnější straně příkopu. Její součástí je tzv. Žižkova (Husitská) bašta s obdélnými palebnými otvory, vybavenými původně tesaným ostěním. Hradba od bašty sestupuje do údolí Mže, kde se napojuje na ohrazení Dolního města.
Šířka hradby dosahuje okolo 200 centimetrů, ale původní výška je neznámá. Nejasná je také existence případných věží, protože se dochoval pouze zbytek jediné půlkruhové věže severně od náměstí. Podle mapy prvního vojenského mapování snad stálo několik věží na severní straně.

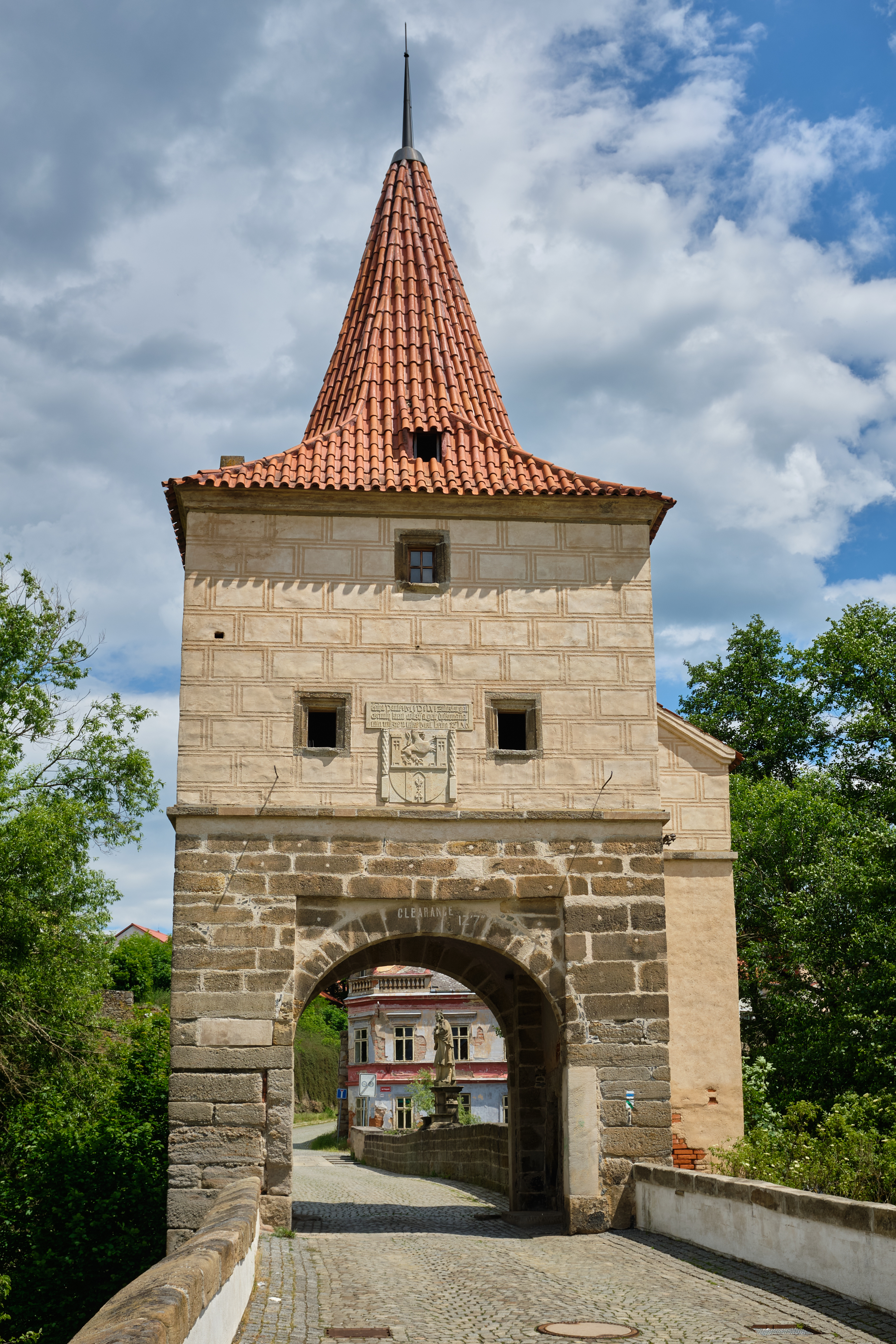
Renesanční věžová brána u mostu přes Mži

Z opevnění dolního města se částečně dochovala zeď s tloušťkou okolo 210 centimetrů, která začíná u zaniklé Dolní brány, strmě klesá do údolí Mže a zahýbá k západu směrem ke Koubkově brance. Od ní pokračuje k mostu přes řeku na západě, kde podle obrazových pramenů původně bývala jen prostá kulisová brána. Stojící renesanční věž pochází, spolu s mostem, z let 1555–1560. Od věže hradba pokračuje dále na západ a stáčí se k vnitřnímu městu. V západním úseku je v základě přes dva metry široká a nadzemní část dosahuje šířky 170 centimetrů. Je doloženo její založení v polovině třináctého století na místě staršího osídlení.
Do vnitřního města vedla dvojice bran. Přibližně v místech křížení Benešovy a Dostojevského ulice stávala Horní brána. Její podoba je neznámá, ale mapa prvního vojenského mapování naznačuje existenci předbraní a barbakanu. V jihovýchodním ohybu Plzeňské ulice bývala Dolní brána, která umožňovala vstup z Dolního města. Jihozápadně od kostela se dochoval oblouk Židovské (též Žižkovy) branky.
Do Dolního města bylo možné vstoupit Koubkovo (též Mlýnskou) brankou, jejíž přízemí pochází ze třicátých let patnáctého století. Její průjezd je široký 290 centimetrů. Hlavní vstup do Dolního města tvořil most přes řeku. Renesanční věžová brána nebyla vybavena padacím mostem a vstup do jejích vyšších podlaží umožňuje vřetenové schodiště. Menší věž původně stávala i na vnější straně mostu.